# Alpinia oxymitra
Alpinia oxymitra är en enhjärtbladig växtart som beskrevs av Karl Moritz Schumann. Alpinia oxymitra ingår i släktet Alpinia och familjen Zingiberaceae. Inga underarter finns listade i Catalogue of Life.